# Synema affinitatum
Synema affinitatum là một loài nhện trong họ Thomisidae.
Loài này thuộc chi Synema. Synema affinitatum được Octavius Pickard-Cambridge miêu tả năm 1891.